# Gearhead (personaje)
Gearhead es un alias utilizado por dos personajes ficticios, ambos supervillanos que aparecen en los cómics estadounidenses publicados por DC Comics.

## Historial de publicaciones
El Gearhead no identificado apareció por primera vez en Steel #14.
La versión de Nathan Finch de Gearhead apareció por primera vez en Detective Comics #712 y fue creada por Chuck Dixon, Graham Nolan y Bob McLeod.

## Biografía ficticia

### No revelado
El primer Gearhead apareció como un secuaz del supervillano llamado Conejo Blanco.

### Nathaniel Finch
El segundo Gearhead es Nathaniel Finch, un ex ingeniero de General Robotics. Mientras secuestraba y retenía a Gloria Osteen, la hija de su jefe, para pedir un rescate, entró en conflicto con Batman, quien la rescató, pero Batman no pudo salvar a Nathan de caer a una supuesta muerte helada. El cuerpo de Nathan Finch fue descubierto por dos personas sin recursos que lo llevan a un médico del inframundo llamado Dr. Bascomb. Resultó que Nathan no estaba muerto y el doctor quería el conocimiento cibernético de Nathan. Debido a los estragos de la congelación, el Dr. Bascomb se vio obligado a quitarse los brazos y las piernas y reemplazarlos por brazos y piernas cibernéticos. Después de entrenar con sus extremidades cibernéticas, Nathan se convierte en Gearhead y desarrolla su propio arsenal cibernético de partes del cuerpo extraíbles, así como el objetivo de exterminar a Batman, a quien se refiere como las "alimañas". Más tarde, Gloria Osteen recibió una llamada de Nathan para reunirse con él en Babylon Towers. Durante el enfrentamiento entre los dos, Batman llegó y luchó contra Gearhead mientras se acercaban a un molinillo donde Gearhead comenzó a estrangular a Batman. Cuando Gearhead comenzó a acercar a Batman al molinillo, Gloria decidió ayudar a Batman activando un imán hidráulico para sacar a Gearhead de Batman. Con sus piernas removidas, Finch aún logró salirse con la suya con un Batarang todavía en su brazo cibernético. Mientras solicita la ayuda de Robin, Batman rastreó a Gearhead hasta las alcantarillas donde encontró un batarang y ningún Gearhead. En ese momento, Gearhead atacó a Batman. Mientras perseguía a Gearhead, Batman descubrió que su ataque a Gloria era una tapadera para poder vengarse de Batman. Cuando cayeron al agua, Batman rompió uno de los brazos de Gearhead mientras Gearhead usaba su otro brazo para escapar. Mientras que Batman dejó una nota para Gloria completa con el brazo de Gearhead indicando que Gearhead no la persigue, Gearhead fue visto en su escondite reconstruyendo su cuerpo y planeando su venganza contra Batman.
Más tarde, cuando Batman detiene a tres ladrones, Gearhead observa desde los tejados donde recuerda su origen. Más tarde, en su escondite, Gearhead ve un programa de televisión sobre la vida silvestre y se le ocurre una idea sobre cómo derrotar a Batman. Al día siguiente, Gearhead asiste al comunicado de prensa en Drexel Pharmaceuticals, que está a punto de presentar chips que se unirían al tejido vivo y ayudarían a combatir enfermedades más rápido. Como la prensa piensa que Gearhead es un ciudadano preocupado cuando preguntó acerca de los chips de cualquiera que sea en parte humano y en parte mecánico, esto atrae la atención de Bruce Wayne y Alfred Pennyworth. Más tarde esa noche, Gearhead comienza su atraco en Drexel Pharmaceuticals cuando llega Batman. Al atraer a Batman al estacionamiento y recapitular las "herramientas" que le dio el Dr. Bascomb, Gearhead ensambla una gran estructura similar a un automóvil hasta la cintura que es dirigida por sus brazos. Batman entra en el Batimóvil y persigue a Gearhead, que es lo que Gearhead quería. En la parte vacía de Gotham City, Gearhead lanzó un automóvil en miniatura que deshabilitó el Batimóvil. Después de que el Batimóvil choca contra un pilar, Gearhead decide dejar que los punks callejeros locales se ocupen de Batman. Gearhead luego observa cómo los punks callejeros se acercan al Batimóvil estrellado. Después de que Batman se recuperó y se alejó de los punks de la calle, Gearhead persigue a Batman hasta la autopista donde Batman había arrojado bombas, pero que no tuvieron ningún efecto. Cuando Batman derramó aceite, Gearhead se deslizó contra una pared y dañó sus ruedas. Esto hace que Gearhead active las patas de araña de su vehículo. Cuando Batman aceleró a Gearhead lo suficiente como para chocar contra una pared, Gearhead lo expulsó y lo dejó en las vías del tren. Aunque parecía que Gearhead fue aplastado por el tren, Gearhead sobrevivió sin sus piernas cibernéticas mientras se arrastra hacia algún lugar para planear su venganza contra Batman.
Cuando Nicholas Scratch ordena a sus secuaces que encuentren a alguien para causar el caos en Gotham City, le presentan a Gearhead, Dynamiteer y Tumult. Después de que Nightwing y Robin derrotaron a Tumult, estaban siendo observados por un vengativo Gearhead. Mientras Nightwing y Robin patrullan Gotham City, Gearhead todavía los observa a través de un dispositivo de cámara y tiene curiosidad por saber dónde está Batman. Al realizar una emboscada, Gearhead tomó cautivo a Nightwing e hizo que Robin le dijera a Batman que tiene menos de una hora para confrontarlo o matará a Nightwing. Cuando Gearhead estaba empezando a perder la paciencia mientras ataba a Nightwing al puente que pronto sería destruido, escucha la voz de Batman que en realidad provenía de un modulador de voz que Robin usó para distraer a Gearhead mientras liberaba a Nightwing. Después de que Nightwing y Robin escaparan al agua, Gearhead fue atacado por una multitud de secuaces de Nicholas Scratch. Cuando Gearhead les disparó, accidentalmente también disparó los detonadores que destruyeron el puente y evitaron que los villanos abandonaran Gotham City.
Gearhead luego jugó un papel en la sección de Robin No Man's Land, en el que es uno de los villanos que compiten por el control de las alcantarillas de Gotham City . Sin el uso de sus brazos y piernas cibernéticos, se ve obligado a asociarse con el matón Tommy Mangles que lleva alrededor del torso de Finch. Los dos asustaron a los refugiados con los que se encontraron y robaron sus suministros. Sus acciones sorprendieron a una rata que trabajaba para Ratcatcher. Gearhead y Tommy Mangles luego son arrastrados bajo el agua y se encuentran en un lugar diferente de donde estaban antes. Los dos se pierden en las alcantarillas. Gearhead y Tommy Mangles todavía están perdidos mientras revisan el mapa para ver dónde están. Encuentran bloques de hielo flotando en el agua y Gearhead sugiere que regresen porque no le gusta el hielo. Tommy Mangles no escuchó a Gearhead y ambos estaban congelados en hielo cuando resulta que están cerca del escondite de Sr. Frío. Como Gearhead y Tommy Mangles ahora son cautivos del Sr. Freeze, el Sr. Freeze le indica a Gearhead que le diga algo útil. Gearhead menciona la sala de almacenamiento con alimentos enlatados y otros productos. El Sr. Freeze luego congela a Gearhead y se va a buscar la sala de almacenamiento. Después de que el detective Mackenzie Bock arrestara a Sr. Frío y Ratcatcher luego de que Robin los derrotara, el Departamento de Policía de Gotham City encontró los cuerpos congelados de Gearhead y Tommy Mangles y los puso bajo custodia policial.
Hizo una aparición en la miniserie cómica Rush City, donde está físicamente unido a su automóvil y se alía con Arthur Bellingame. Cuando Rush y Canario Negro alcanzan a Anatol Arraza, Gearhead también llega, así como un ejército de mercenarios y el DEO, ya que se descubre que Anatol tiene un arma biológica de diez megatones implantada quirúrgicamente dentro de su estómago que está codificada. al metabolismo de su cuerpo y está configurado para detonar si Anatol alguna vez se duerme. Gearhead luego persigue a Rush y Canario Negro. Rush desata versiones pequeñas de su auto, Sam, que desata un PEM que desactiva a Gearhead. Gearhead revive y se aleja. Gearhead alcanza a Rush y Canario Negro mientras saca taladros de metal y sierras circulares del motor de su auto para atacar. Rush y Canario Negro trabajan juntos para desactivar a Gearhead.
Durante la historia de Crisis infinita, Gearhead se convirtió en miembro de la Sociedad Secreta de Super Villanos de Alexander Luthor Jr.

## Poderes y habilidades
La versión de Nathan Finch de Gearhead tiene un intelecto a nivel de genio. También puede diseñar artilugios que le serían de utilidad.

## En otros medios

### Televisión
La encarnación de Nathaniel Finch de Gearhead aparece en The Batman, con la voz de Will Friedle. Esta versión es un corredor criminal que opera con formas avanzadas de nanotecnología. Además, su brazo derecho contiene cables capaces de transmitir un virus de nanotecnología a través de caparazones que infectan y mejoran los vehículos que luego puede operar de forma remota, las yemas de sus dedos pueden convertirse en garras y su ojo derecho puede guiar y maniobrar automáticamente su vehículo a través de obstáculos para él. En el episodio "RPM", roba dinero de una carrera benéfica y supera a Batman, durante el cual este último pierde el control y pierde el Batimóvil. Después de construir una versión mejorada e incorporar un contravirus de ingeniería inversa a partir de uno de los caparazones de Gearhead, Batman y Batgirl derrotan y capturan a Gearhead. Gearhead también hace una aparición menor en el episodio "Rumores" como uno de varios supervillanos capturados por el justiciero Rumor.

### Juguetes
Se hicieron dos figuras de acción de Gearhead para la línea de juguetes The Batman, una para la línea EXP y otra para la línea Shadowtek. Mattel lo rebautizó como "Metal Head" por razones legales.

### Varios
La encarnación de Nathan Finch de Gearhead aparece en The Batman Strikes! #36 y #39. Esta versión solía ser una celebridad de las carreras clandestinas antes de resultar gravemente herido en un accidente que lo dejó tetrapléjico. Con su carrera destruida, recibió mejoras cibernéticas de un benefactor desconocido, se convirtió en Gearhead y causa estragos en Gotham City.